# شترزنک مصری
شُتُرزَنَک مصری (نام علمی: Galeodes arabs) نام یک گونه از راسته شترزنک است.